# ジョージ・アルノルド・エッセル
ゲオルギ・アルノルド・エッセル（オランダ語: George Arnold Escher、1843年5月10日 - 1939年6月14日）は、オランダの土木技術者。または、エスヘル、エッシャー、エッシェルとも呼ぶ。明治期にお雇い外国人として来日した。
息子に画家のマウリッツ・エッシャーがいる。

## 生涯
フリースラント州レーワルデン出身。1873年（明治6年）にヨハニス・デ・レーケらとオランダから来日。淀川（大阪府）の修復工事や坂井港（三国港、福井県）のエッセル堤、龍翔小学校（現：みくに龍翔館）の設計、指導を行った。1878年（明治11年）離日。母国に戻りエリート官僚の道を進んだという。

## 著作
- 『蘭人工師エッセル日本回想録』（十郎寿夫, 伊藤安男 [訳], 竜翔館 (三国町郷土資料館) 編）、三国町、1990.7 doi:10.11501/13207146